# Vanessa Low
Pour les articles homonymes, voir Low.
Vanessa Low (née le 17 juillet 1990) est une athlète australienne d'origine allemande, spécialiste du sprint et du saut en longueur dans la catégorie T42. Née en Allemagne, elle est naturalisée australienne en juin 2017.
En 2016, elle est la seule athlète féminine à concourir avec les deux jambes amputées dans sa catégorie. En dépit de la gravité de ces amputations et bien que ses rivales soient toutes amputées d'une seule jambe, elle atteint la finale à chacune de ses participations en saut en longueur et en sprint aux Jeux paralympiques. À Rio, elle remporte la médaille d'or avec un nouveau record du monde de 4,93 m en saut en longueur T42 et une médaille d'argent au 100 m T42.

## Enfance et adolescence
Vanessa Low est née à Schwerin, en Allemagne mais grandit à Ratzebourg. Enfant, elle fait de la danse classique. En juin 2006, à l'âge de 15 ans, elle tombe sur les rails après avoir été poussée par un inconnu et heurtée par un train,. L'accident sectionne sa jambe gauche et elle reste deux mois dans le coma. Au cours de l'opération pour la sauver, les chirurgiens sont obligés d'amputer son autre jambe aussi. Il lui faut deux ans pour réapprendre à marcher avec des prothèses.

## Carrière sportive
Low aime le sport bien avant son accident et continue d'en faire après. Elle déclare avoir été inspirée par l'athlète handisport Américain spécialiste du saut en longueur, Cameron Clapp (en). Elle commence l'athlétisme en 2008 et fait ses débuts chez les seniors la même année mais une blessure au coude en 2009 la met hors-circuit pendant trois mois. Deux ans plus tard, elle est sélectionnée par l'équipe nationale allemande pour les Championnats du monde d'athlétisme handisport à Christchurch en Nouvelle-Zélande. Là, elle termine quatrième du saut en longueur et remporte le bronze sur le 100 m T42.
En 2012, elle se qualifie pour le 100 m et le saut en longueur T42 aux Jeux paralympiques d'été de Londres. Avec un saut à 3,93 m, elle termine 6e. Au 100 m, elle enregistre un temps de 16 s 78, ce qui la place en 4e position derrière sa coéquipière Jana Schmidt (en). Low est déçue par sa performance aux Jeux et son entraînement les précédant. Elle consulte son entraîneuse, Steffi Nerius, et décide de se retirer de la compétition sportive.
En 2013, Low rends visite à son amie et compatriote allemande Katrin Green (en) qui vit alors aux États-Unis avec son époux, athlète aussi, Roderick Green (en). Alors qu'elle s'entraîne avec le couple, sa passion pour l'athlétisme est ravivée et elle décide de s’installer aux États-Unis pour prendre Green comme entraîneur. À la fin de cette année-là, elle représente l'Allemagne aux Championnats du monde handisport 2013 à Lyon. Elle y remporte deux médailles de bronze, sur le 100 m sprint et en saut en longueur. L'année suivante, elle saute 4,24 m lors des Championnats d'Europe d'athlétisme handisport à Swansea, ce qui est sa meilleure marque en compétition. Grâce à ce saut, elle rafle l'or et bat ses deux grandes rivales : la Britannique Jana Schmidt (en) et l'Italienne Martina Caironi.
S'entraînant pour les Jeux paralympiques de 2016, Low concourt lors des Championnats du monde d'athlétisme handisport 2015 à Doha. Sur le 100 m, elle bat son record personnel en 15 s 41 et obtient la médaille d'argent, mais c'est son record du monde en saut en longueur en 4,79 m qui lui offre l'or sur cette épreuve et fait d'elle l'athlète à battre à Rio.
Lors d'une compétition à Phoenix (Arizona) en mai 2016, ses prothèses de course disparaissent. Finalement, elle découvre que le sac contenant ses prothèses avait été placé aux objets trouvés de la compétition.
Aux Jeux paralympiques d'été de 2016 à Rio de Janeiro, elle remporte la médaille d'or avec un saut à 4,93 m, nouveau record du monde en saut en longueur T42 et une médaille d'argent sur le 100 m T42 avec un record personnel à 15 s 17.
En janvier 2017, elle reçoit la première médaille Keep Fighting créée en 2016 par la famille de Michael Schumacher, un programme caritatif sans but lucratif en l'honneur du coureur automobile alité depuis un accident en 2013.

## Palmarès

### Jeux paralympiques
- Jeux paralympiques d'été de 2012 à Londres ( Royaume-Uni) :
  - 4e en 100 m T42
  - 6e en saut en longueur T42
- Jeux paralympiques d'été de 2016 à Rio de Janeiro ( Brésil) :
  -  médaille d'or en saut en longueur T42
  -  médaille d'argent en 100 m T42

### Championnats du monde handisport
- Championnats du monde d'athlétisme handisport 2011 à Christchurch ( Nouvelle-Zélande) :
  -  médaille de bronze en 100 m T42
  - 4e en saut en longueur T42
- Championnats du monde d'athlétisme handisport 2013 à Lyon ( France) :
  -  médaille de bronze en 100 m T42
  -  médaille de bronze en saut en longueur T42
- Championnats du monde d'athlétisme handisport 2015 à Doha ( Qatar) :
  -  médaille d'or en saut en longueur T42
  -  médaille d'argent en 100 m T42